# U-Boot tipus X
L'U-Boot tipus X (XB) van ser un tipus especial de submarins alemanys durant la segona guerra mundial. Dissenyats per a fer de minadors de llarg abast, es van fer servir més tard com a transports a llarga distància, tasca que van compartir amb els U-Boot tipus IXD.

## Història
El tipus X va ser dissenyat específicament per allotjar la recentment dissenyada Schactmine A (SMA) que era una mina ancorada. El disseny inicial preveia l'emmagatzematge en sec ja que les mines necessitaven que els seus detonadors s'ajustessin individualment abans del seu llançament; aquest submarí es va projectar que desplacés unes 2.500 tones. Es va projectar una nova variant, la Tipus XA, la qual tenia més espai per a mines aprofitant els tancs de llast externs. Cap d'aquests dissenys va entrar en producció.
Es van construir vuit submarins del tipus XB, que substituïen la cambra de magatzem en sec del tipus X per sis tubs de llançament vertical inundables a la secció de proa del casc. En aquests tubs es podien portar fins a 18 mines, amb 48 mines més en 12 carrils addicionals sobre els tancs de llast. Només tenia dos tubs llançatorpedes a popa. Quan es feien servir com a transports la càrrega anava en els tubs de llançament o en contenidors soldats sobre els rails dels tancs de llast.
El primer Tipus IXB es va botar el maig de 1941.

## Historial durant la guerra
Sis dels vuit Tipus IXB construïts van ser enfonsats durant la guerra i dos van sobreviure fins al final de la guerra. Un va ser el U-234 que es va rendir a vaixells de la US Navy el 14 de maig de 1945 en ruta cap al Japó amb una càrrega que incloïa 560 kg d'òxid d'urani, els dissenys tècnics per a construir el caça Me 262
L'altre tipus IXB que va sobreviure va ser l'U-219 que va arribar a Batavia (actualment Jakarta) el desembre de 1944 amb una carga que incloïa coets V-2 desmantellats per al Japó. Amb la rendició alemanya el U-216 va ser confiscat pels Japonesos el 8 de maig de 1945, la seva tripulació internada i el submarí va ser posat en servei a la Marina Imperial del Japó com a I-505.